# NGC 3028
NGC 3028 este o galaxie spirală situată în constelația Hidra. A fost descoperită în 23 martie 1835 de către John Herschel. Se află la o distanță de 58,54 de megaparseci de Pământ.